# Eye for an Eye (zespół muzyczny)
Eye for an Eye – polski zespół grający hardcore/punk założony w Bielsku-Białej w 1997 roku. W 2000 muzycy nagrali debiutancki album Fabryka drwin, który wydali własnym sumptem. Od początku działalności Eye for an Eye wystąpili w wielu miastach Polski, a także w wielu krajach Europy, m.in. we Włoszech, Słowacji, Szwajcarii, Austrii i Czechach. Kolejne płyty zespołu ukazały się w barwach wydawnictwa Pasażer. Z zespołem współpracował producent Szymon Czech.
W twórczości zespołu obecne są elementy antyfaszyzmu, co przejawia się przede wszystkim w jego warstwie lirycznej, jak również obecności na wielu wydarzeniach związanych ze środowiskiem antyfaszystowskim.

## Muzycy

### Aktualny skład
- Anka – wokal
- Tomek – gitara, wokal
- Mateusz – gitara basowa
- Rafał – perkusja

### Byli członkowie
- Grześ – perkusja
- Iglesias – gitara basowa
- Alek – perkusja
- Damian – gitara basowa
- Mariusz – gitara basowa
- Bartek – gitara
- Szymon – gitara basowa
- Maciek – gitara basowa
- Paweł – gitara basowa

## Dyskografia

### Albumy
- Fabryka drwin (Eye for an Eye, 2000)
- Dystans (Pasażer, 2004)
- Gra (Pasażer, 2007)
- Cisza (Pasażer, 2008)
- Krawędź (Pasażer, 2012)
- Głos (Refuse Records, Campary Records, Black Wednesday Records; 2014)
- Ostatni (Black Wednesday Records, No Pasaran Records, Campary Records; 2016)

### Split
- To co nas łączy (Pasażer, 2005) – split z zespołem The Hunkies.

### Składanki
- Prowadź mnie ulico:
  - Prowadź mnie ulico vol. 2 (2005), utwór „Manekin”[4][5]
- Polska Scena Punk Vol.4 (2002), utwory „Wiemy” i „S.I.K”[6]
- Tribute to Apatia - Między nami jest jeszcze wiele do zrobienia (2022), utwór „Na ile się wyceniasz”[7]